# Wereldkampioenschappen kunstschaatsen 2017

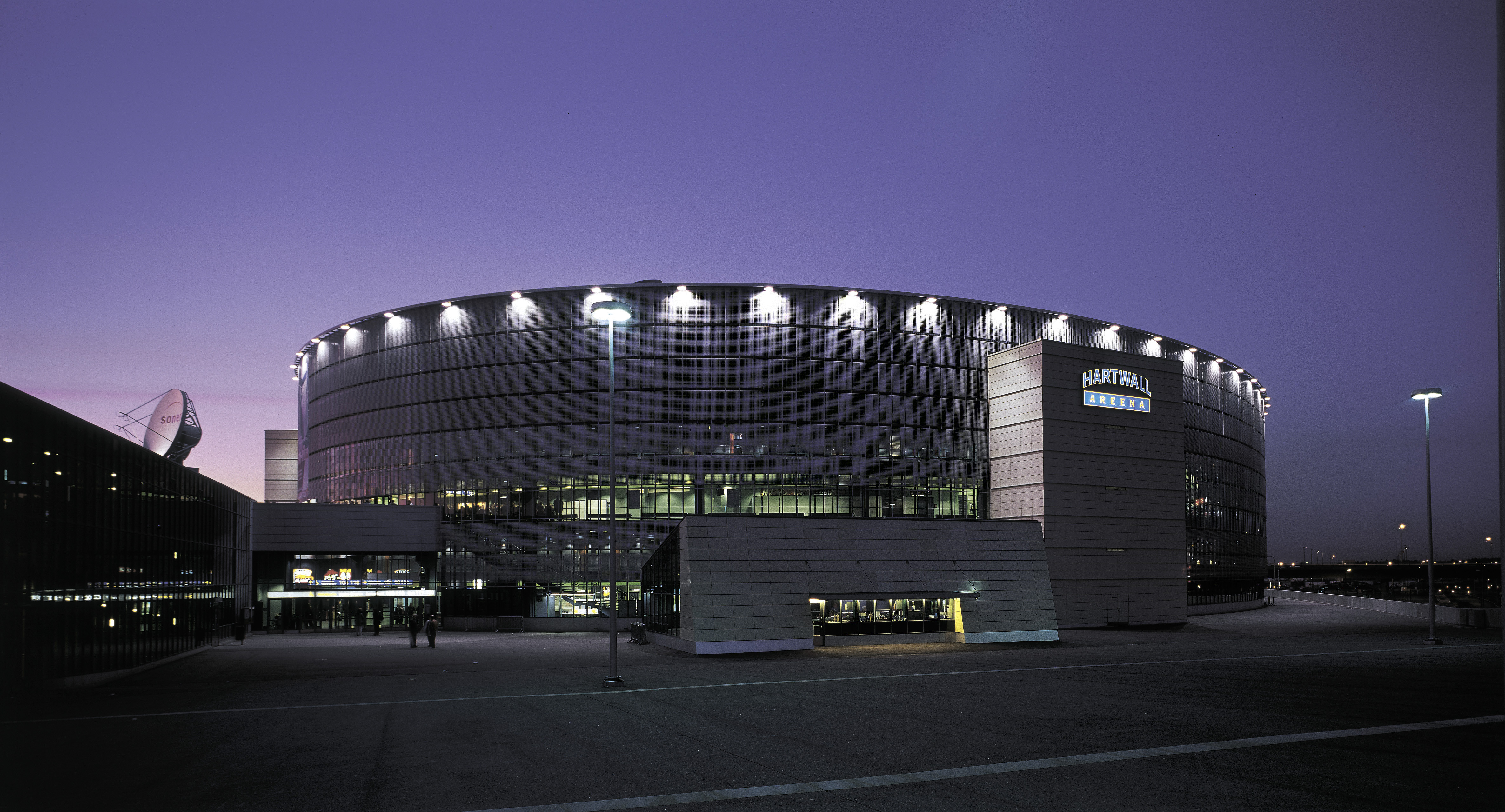
De Hartwall Arena in 2013

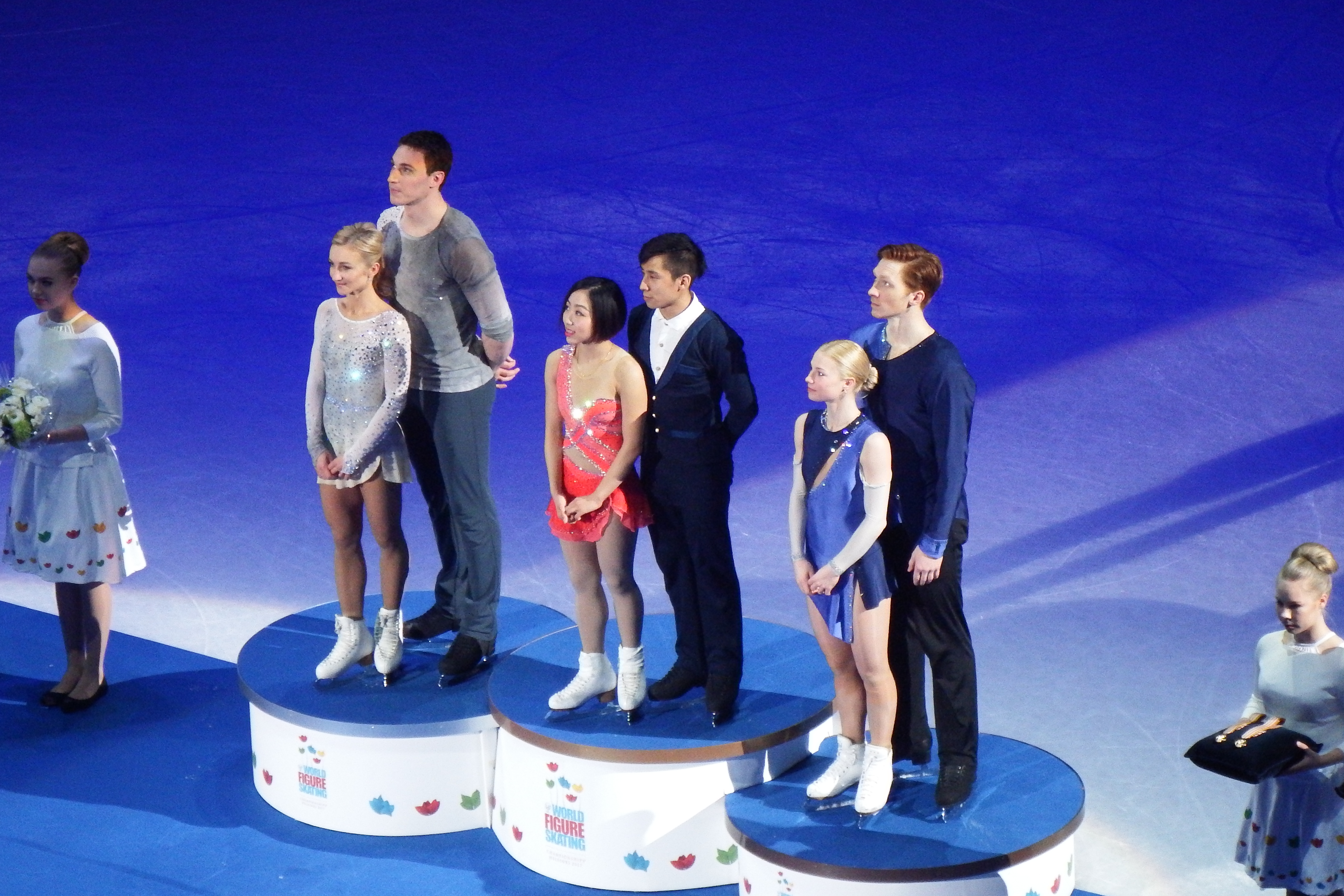
Het podium bij de paren

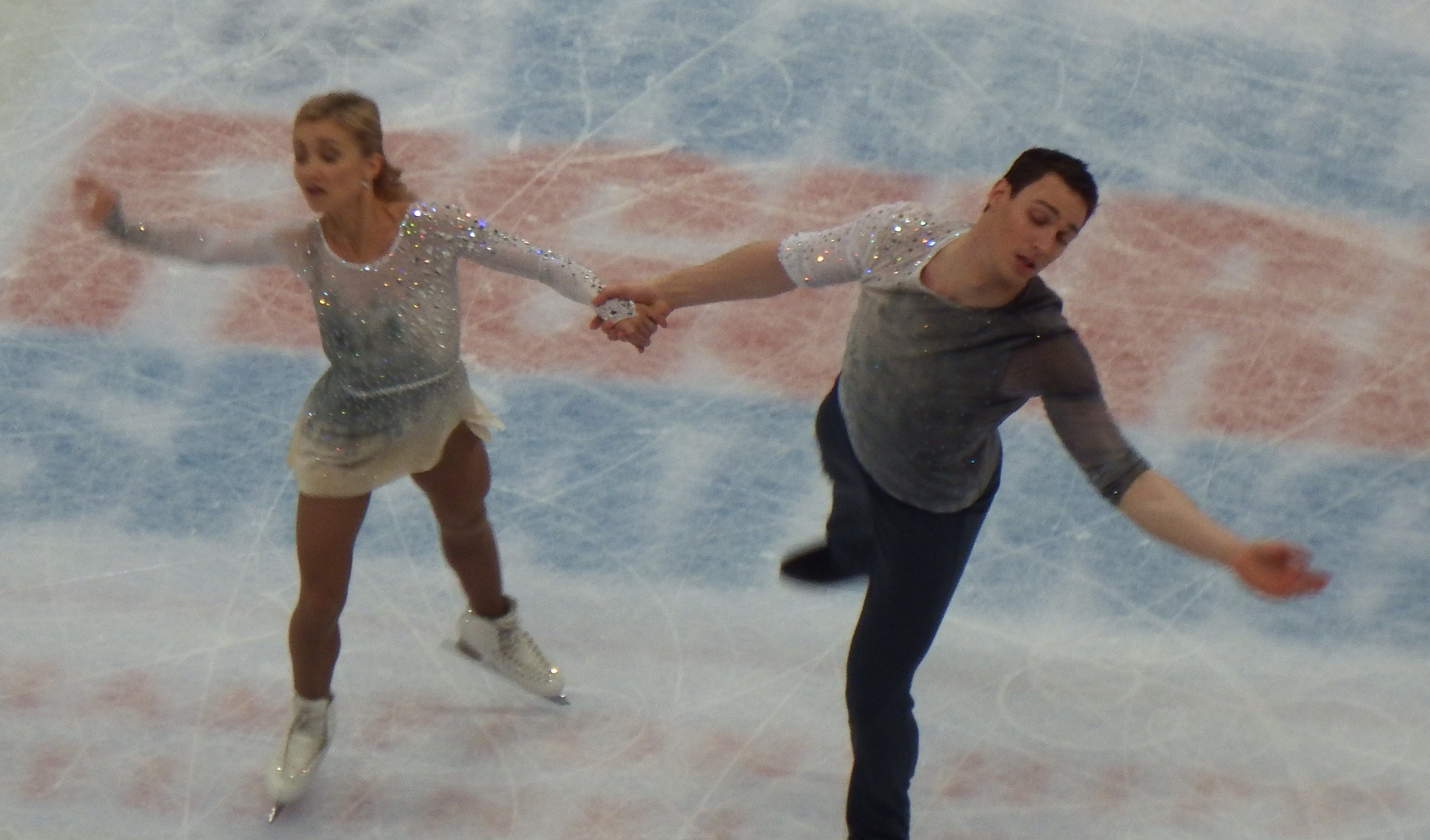
Aliona Savchenko en Bruno Massot

De Wereldkampioenschappen kunstschaatsen 2017 werden gevormd door vier toernooien die door de Internationale Schaatsunie (ISU) werden georganiseerd.
Voor de mannen was het de 107e editie, voor de vrouwen de 97e, voor de paren de 95e en voor de ijsdansers de 65e editie. De kampioenschappen vonden plaats van 29 maart tot en met 2 april in de Hartwall Arena te Helsinki, Finland. Het was de vijfde keer dat de wereldkampioenschappen kunstschaatsen hier plaatsvonden, eerder werden de kampioenschappen van 1914 (alleen mannenwedstrijden), 1934 (alleen parenwedstrijden), 1983 en 1999 in Helsinki gehouden.
| Programma | Programma        | Programma        | Programma         | Programma          | Programma        | Programma        | Programma      |
| --------- | ---------------- | ---------------- | ----------------- | ------------------ | ---------------- | ---------------- | -------------- |
|           | maandag 27 maart | dinsdag 28 maart | woensdag 29 maart | donderdag 30 maart | vrijdag 31 maart | zaterdag 1 april | zondag 2 april |
| IJsdansen | Trainingen       | Trainingen       |                   |                    | korte kür        | vrije kür        | Gala           |
| Paren     | Trainingen       | Trainingen       | korte kür         | vrije kür          |                  |                  | Gala           |
| Mannen    | Trainingen       | Trainingen       |                   | korte kür          |                  | vrije kür        | Gala           |
| Vrouwen   | Trainingen       | Trainingen       | korte kür         |                    | vrije kür        |                  | Gala           |

## Deelname
Elk bij de ISU aangesloten land kon één schaatser/één paar aanmelden per kampioenschap. Extra startplaatsen (met een maximum van drie per kampioenschap) zijn verdiend op basis van de eindklasseringen op het WK van 2016.
Voor België nam Jorik Hendrickx voor de vijfde keer deel bij de mannen, zijn jongere zus Loena Hendrickx debuteerde bij de vrouwen. De Nederlandse Niki Wories was ook geselecteerd voor de wereldkampioenschappen, maar moest - evenals bij de Europese kampioenschappen - vanwege de naweeën van een val voortijdig afhaken.
Deelnemende landen
Er namen deelnemers uit 43 landen deel aan de kampioenschappen. Er werden 133 startplaatsen ingevuld.
(Tussen haakjes het totaal aantal startplaatsen in de vier toernooien.)
| Canada (10) Rusland (10) Verenigde Staten (10) Japan (8) Frankrijk (7) China (6) Italië (6) Duitsland (5) Finland (4) Tsjechië (4) Verenigd Koninkrijk (4) | Armenië (3) Australië (3) Letland (3) Oekraïne (3) Spanje (3) Zuid-Korea (3) Zwitserland (3) Azerbeidzjan (2) België (2) Chinees Taipei (2) Georgië (2) | Hongarije (2) Israël (2) Kazachstan (2) Kroatië (2) Litouwen (2) Oostenrijk (2) Polen (2) Wit-Rusland (2) Zweden (2) Brazilië (1) Denemarken (1) | Estland (1) Filipijnen (1) Maleisië (1) Noord-Korea (1) Noorwegen (1) Oezbekistan (1) Singapore (1) Slovenië (1) Slowakije (1) Turkije (1) |

(China en Tsjechië vulden de extra startplaats bij de mannen niet in. Het Verenigd Koninkrijk deed dit evenmin bij het ijsdansen.)

## Medailleverdeling
Bij de mannen stond de Japanner Yuzuru Hanyu voor het eerst in drie jaar tijd weer op het hoogste podium: hij veroverde zijn tweede wereldtitel. In 2014 won hij ook al goud, de twee jaren erop bemachtigde hij de zilveren medaille en in 2012 won hij brons. De zilveren medaille was dit keer voor zijn landgenoot Shoma Uno. Deze had nog niet eerder een WK-medaille gewonnen. De Chinees Jin Boyang eindigde voor het tweede jaar op rij op de derde plek.
Met grote overmacht prolongeerde de Russische Jevgenia Medvedeva haar wereldtitel bij de vrouwen. Ze verbrak er de wereldrecords voor de vrije kür en de totaalscore en wist de nummer twee met ruim vijftien punten verschil voor te blijven. Medvedeva was de eerste kunstrijdster sinds de Amerikaanse Michelle Kwan (2000, 2001) die twee wereldtitels op rij wist te veroveren. De zilveren en bronzen medailles waren voor de Canadese Kaetlyn Osmond en Gabrielle Daleman. Voor beiden was dit hun eerste WK-medaille.
Na twee jaar als tweede te zijn geëindigd, bemachtigde het Chinese duo Sui Wenjing / Han Cong voor het eerst de wereldtitel bij de paren. De zilveren medaille was nu voor het Duitse paar Aliona Savchenko / Bruno Massot, dat een jaar eerder al brons won. Savchenko werd met haar eerdere partner Robin Szolkowy vijf keer wereldkampioen bij het paarrijden en won met hem acht WK-medailles. Het Russische paar Jevgenia Tarasova / Vladimir Morozov veroverde het brons. Het was hun eerste WK-medaille.
Ook bij het ijsdansen was er een wisseling van de wacht. Het Canadese paar Tessa Virtue / Scott Moir keerde eind 2016, na een sabbatical van een paar jaar, terug in de internationale kunstschaatscompetitie. Ze veroverden meteen de wereldtitel en dit was tevens hun zevende WK-medaille. In 2010 en 2012 waren Virtue en Moir ook al de besten van de wereld. De zilveren medaille was nu voor de wereldkampioenen van 2015 en 2016: het Franse paar Gabriella Papadakis / Guillaume Cizeron. Het Amerikaanse duo Maia Shibutani / Alex Shibutani won de bronzen medaille; dit was hun derde WK-medaille, nadat ze in 2016 de zilveren medaille wonnen en in 2011 de bronzen.
| Discipline | Goud                      | Zilver                                  | Brons                                |
| ---------- | ------------------------- | --------------------------------------- | ------------------------------------ |
| Mannen     | Yuzuru Hanyu              | Shoma Uno                               | Jin Boyang                           |
| Vrouwen    | Jevgenia Medvedeva        | Kaetlyn Osmond                          | Gabrielle Daleman                    |
| Paren      | Sui Wenjing / Han Cong    | Aliona Savchenko / Bruno Massot         | Jevgenia Tarasova / Vladimir Morozov |
| IJsdansen  | Tessa Virtue / Scott Moir | Gabriella Papadakis / Guillaume Cizeron | Maia Shibutani / Alex Shibutani      |

## Uitslagen
| #                   | naam (deelname)                | land                         | punten | korte kür   | vrije kür   |
| ------------------- | ------------------------------ | ---------------------------- | ------ | ----------- | ----------- |
| Goud                | Yuzuru Hanyu (6)               | Vlag van Japan               | 321.59 | 098.39 (5)  | 223.20 (1)  |
| Zilver              | Shoma Uno (2)                  | Vlag van Japan               | 319.31 | 104.86 (2)  | 214.45 (2)  |
| Brons               | Jin Boyang (2)                 | Vlag van China               | 303.58 | 098.64 (4)  | 204.94 (3)  |
| 4                   | Javier Fernández (11)          | Vlag van Spanje              | 301.19 | 109.05 (1)  | 192.14 (6)  |
| 5                   | Patrick Chan (8)               | Vlag van Canada              | 295.16 | 102.13 (3)  | 193.03 (5)  |
| 6                   | Nathan Chen                    | Vlag van Verenigde Staten    | 290.72 | 097.33 (6)  | 193.39 (4)  |
| 7                   | Jason Brown (2)                | Vlag van Verenigde Staten    | 269.57 | 093.10 (8)  | 176.47 (7)  |
| 8                   | Michail Koljada (2)            | Vlag van Rusland             | 257.47 | 093.28 (7)  | 164.19 (9)  |
| 9                   | Kevin Reynolds (6)             | Vlag van Canada              | 253.84 | 084.44 (12) | 169.40 (8)  |
| 10                  | Oleksij Bytsjenko (6)          | Vlag van Israël              | 245.96 | 085.28 (11) | 160.68 (12) |
| 11                  | Maksim Kovtoen (5)             | Vlag van Rusland             | 245.84 | 089.38 (10) | 156.46 (14) |
| 12                  | Misha Ge (7)                   | Vlag van Oezbekistan         | 243.45 | 079.91 (16) | 163.54 (10) |
| 13                  | Moris Kvitelasjvili            | Vlag van Georgië             | 239.24 | 076.34 (19) | 162.90 (11) |
| 14                  | Deniss Vasiļjevs (2)           | Vlag van Letland             | 239.00 | 081.73 (14) | 157.27 (13) |
| 15                  | Brendan Kerry (4)              | Vlag van Australië           | 236.24 | 083.11 (13) | 153.13 (15) |
| 16                  | Denis Ten (8)                  | Vlag van Kazachstan          | 234.31 | 090.18 (9)  | 144.13 (20) |
| 17                  | Chafik Besseghier (4)          | Vlag van Frankrijk           | 230.13 | 078.82 (17) | 151.31 (16) |
| 18                  | Michal Březina (8)             | Vlag van Tsjechië            | 226.26 | 080.02 (15) | 146.24 (18) |
| 19                  | Keiji Tanaka                   | Vlag van Japan               | 222.34 | 073.45 (22) | 148.89 (17) |
| 20                  | Paul Fentz                     | Vlag van Duitsland           | 217.91 | 073.89 (20) | 144.02 (22) |
| 21                  | Jorik Hendrickx (5)            | Vlag van België              | 214.02 | 073.68 (21) | 140.34 (21) |
| 22                  | Julian Zhi Jie Yee (2)         | Vlag van Maleisië            | 213.99 | 069.74 (23) | 144.25 (19) |
| 23                  | Alexander Majorov (6)          | Vlag van Zweden              | 205.04 | 077.23 (18) | 127.81 (23) |
| 24                  | Michael Christian Martinez (3) | Vlag van Filipijnen          | 196.79 | 069.32 (24) | 127.47 (24) |
| Finale niet bereikt |                                |                              |        |             |             |
| 25                  | Ivan Pavlov (2)                | Vlag van Oekraïne            |        | 069.26 (25) |             |
| 26                  | Kim Jin-seo (3)                | Vlag van Zuid-Korea          |        | 068.66 (26) |             |
| 27                  | Javier Raya (3)                | Vlag van Spanje              |        | 066.88 (27) |             |
| 28                  | Stéphane Walker (3)            | Vlag van Zwitserland         |        | 064.04 (28) |             |
| 29                  | Ihor Reznitsjenko              | Vlag van Polen               |        | 063.88 (29) |             |
| 30                  | Matteo Rizzo                   | Vlag van Italië              |        | 063.14 (30) |             |
| 31                  | Graham Newberry                | Vlag van Verenigd Koninkrijk |        | 062.04 (31) |             |
| 32                  | Chih-I Tsao                    | Vlag van Chinees Taipei      |        | 061.52 (32) |             |
| 33                  | Valtter Virtanen               | Vlag van Finland             |        | 059.45 (33) |             |
| 34                  | Nicholas Vrdoljak              | Vlag van Kroatië             |        | 057.28 (34) |             |
| 35                  | Slavik Hajrapetjan (3)         | Vlag van Armenië             |        | 057.14 (35) |             |
| 36                  | Larry Loupolover               | Vlag van Azerbeidzjan        |        | 038.97 (36) |             |

| #                   | naam (deelname)             | land                         | punten | korte kür  | vrije kür   |
| ------------------- | --------------------------- | ---------------------------- | ------ | ---------- | ----------- |
| Goud                | Jevgenia Medvedeva (2)      | Vlag van Rusland             | 233.41 | 79.01 (1)  | 154.40 (1)  |
| Zilver              | Kaetlyn Osmond (3)          | Vlag van Canada              | 218.13 | 75.98 (2)  | 142.15 (2)  |
| Brons               | Gabrielle Daleman (4)       | Vlag van Canada              | 213.52 | 72.19 (3)  | 141.33 (3)  |
| 4                   | Karen Chen                  | Vlag van Verenigde Staten    | 199.29 | 69.98 (5)  | 129.31 (6)  |
| 5                   | Mai Mihara                  | Vlag van Japan               | 197.88 | 59.59 (15) | 138.29 (4)  |
| 6                   | Carolina Kostner (13)       | Vlag van Italië              | 196.83 | 66.33 (8)  | 130.50 (5)  |
| 7                   | Ashley Wagner (7)           | Vlag van Verenigde Staten    | 193.54 | 69.04 (7)  | 124.50 (10) |
| 8                   | Maria Sotskova              | Vlag van Rusland             | 192.20 | 69.76 (6)  | 122.44 (11) |
| 9                   | Jelizabet Toersynbajeva (2) | Vlag van Kazachstan          | 191.99 | 65.48 (10) | 126.51 (8)  |
| 10                  | Choi Da-bin (2)             | Vlag van Zuid-Korea          | 191.11 | 62.66 (11) | 128.45 (7)  |
| 11                  | Wakaba Higuchi              | Vlag van Japan               | 188.05 | 65.87 (9)  | 122.18 (12) |
| 12                  | Mariah Bell                 | Vlag van Verenigde Staten    | 187.23 | 61.02 (13) | 126.21 (9)  |
| 13                  | Anna Pogorilaja (4)         | Vlag van Rusland             | 183.37 | 71.52 (4)  | 111.85 (15) |
| 14                  | Li Xiangning                | Vlag van China               | 175.37 | 58.28 (16) | 117.09 (13) |
| 15                  | Loena Hendrickx             | Vlag van België              | 172.82 | 57.54 (17) | 115.28 (14) |
| 16                  | Rika Hongo (3)              | Vlag van Japan               | 169.83 | 62.55 (12) | 107.28 (18) |
| 17                  | Nicole Rajičová (4)         | Vlag van Slowakije           | 165.55 | 57.08 (18) | 108.47 (16) |
| 18                  | Laurine Lecavelier (2)      | Vlag van Frankrijk           | 162.99 | 55.49 (22) | 107.50 (17) |
| 19                  | Nicole Schott (2)           | Vlag van Duitsland           | 161.41 | 54.83 (24) | 106.58 (19) |
| 20                  | Ivett Tóth (3)              | Vlag van Hongarije           | 160.77 | 61.00 (14) | 099.77 (21) |
| 21                  | Li Zijun (5)                | Vlag van China               | 159.80 | 56.30 (20) | 103.50 (20) |
| 22                  | Angelīna Kučvaļska (3)      | Vlag van Letland             | 155.02 | 55.92 (21) | 099.10 (22) |
| 23                  | Anastasia Galustyan (3)     | Vlag van Armenië             | 153.47 | 55.20 (23) | 098.27 (23) |
| 24                  | Kailani Craine (2)          | Vlag van Australië           | 152.94 | 56.97 (19) | 095.97 (24) |
| Finale niet bereikt |                             |                              |        |            |             |
| 25                  | Yu Shuran                   | Vlag van Singapore           |        | 52.87 (25) |             |
| 26                  | Joshi Helgesson (5)         | Vlag van Zweden              |        | 52.07 (26) |             |
| 27                  | Helery Hälvin               | Vlag van Estland             |        | 51.94 (27) |             |
| 28                  | Amy Lin (2)                 | Vlag van Chinees Taipei      |        | 51.86 (28) |             |
| 29                  | Emmi Peltonen               | Vlag van Finland             |        | 50.74 (29) |             |
| 30                  | Isadora Williams (2)        | Vlag van Brazilië            |        | 50.65 (30) |             |
| 31                  | Kerstin Frank (8)           | Vlag van Oostenrijk          |        | 50.54 (31) |             |
| 32                  | Natasha McKay               | Vlag van Verenigd Koninkrijk |        | 50.10 (32) |             |
| 33                  | Yasmine Kimiko Yamada (2)   | Vlag van Zwitserland         |        | 47.86 (33) |             |
| 34                  | Anne Line Gjersem (5)       | Vlag van Noorwegen           |        | 46.99 (34) |             |
| 35                  | Anna Chnytsjenkova (2)      | Vlag van Oekraïne            |        | 46.98 (35) |             |
| 36                  | Daša Grm (5)                | Vlag van Slovenië            |        | 46.63 (36) |             |
| 37                  | Michaela Lucie Hanzlíková   | Vlag van Tsjechië            |        | 32.21 (37) |             |

| #                   | naam (deelname)                                  | land                         | punten | korte kür  | vrije kür   |
| ------------------- | ------------------------------------------------ | ---------------------------- | ------ | ---------- | ----------- |
| Goud                | Sui Wenjing (6) Han Cong (6)                     | Vlag van China               | 232.06 | 81.23 (1)  | 150.83 (1)  |
| Zilver              | Aliona Savchenko (13) Bruno Massot (3)           | Vlag van Duitsland           | 230.30 | 79.84 (2)  | 150.46 (2)  |
| Brons               | Jevgenia Tarasova (3) Vladimir Morozov (3)       | Vlag van Rusland             | 219.03 | 79.37 (3)  | 139.66 (4)  |
| 4                   | Yu Xiaoyu Zhang Hao (14)                         | Vlag van China               | 211.51 | 75.23 (4)  | 136.28 (5)  |
| 5                   | Ksenia Stolbova (3) Fjodor Klimov (3)            | Vlag van Rusland             | 206.72 | 65.69 (13) | 141.03 (3)  |
| 6                   | Ljoebov Iljoesjetsjkina (3) Dylan Moscovitch (6) | Vlag van Canada              | 206.19 | 73.14 (6)  | 133.05 (8)  |
| 7                   | Meagan Duhamel (9) Eric Radford (7)              | Vlag van Canada              | 206.06 | 72.67 (7)  | 133.39 (7)  |
| 8                   | Vanessa James (8) Morgan Ciprès (6)              | Vlag van Frankrijk           | 204.68 | 70.10 (10) | 134.58 (6)  |
| 9                   | Valentina Marchei (10) Ondřej Hotárek (10)       | Vlag van Italië              | 203.92 | 71.04 (9)  | 132.88 (9)  |
| 10                  | Alexa Scimeca (4) Chris Knierim (4)              | Vlag van Verenigde Staten    | 202.37 | 72.17 (8)  | 130.20 (11) |
| 11                  | Julianne Séguin (2) Charlie Bilodeau (2)         | Vlag van Canada              | 198.21 | 66.31 (12) | 131.90 (10) |
| 12                  | Natalja Zabijako (3) Aleksandr Enbert (2)        | Vlag van Rusland             | 192.54 | 74.26 (5)  | 118.28 (13) |
| 13                  | Nicole Della Monica (7) Matteo Guarise (6)       | Vlag van Italië              | 192.02 | 70.08 (11) | 121.94 (12) |
| 14                  | Anna Dušková Martin Bidař                        | Vlag van Tsjechië            | 179.70 | 63.36 (15) | 116.34 (14) |
| 15                  | Ryom Tae-ok Kim Ju-sik                           | Vlag van Noord-Korea         | 169.65 | 64.52 (14) | 105.13 (15) |
| 16                  | Jekaterina Aleksandrovskaja Harley Windsor       | Vlag van Australië           | 164.10 | 62.03 (16) | 102.07 (16) |
| Finale niet bereikt |                                                  |                              |        |            |             |
| 17                  | Sumire Suto (2) Francis Boudreau-Audet (2)       | Vlag van Japan               |        | 61.70 (17) |             |
| 18                  | Miriam Ziegler (4) Severin Kiefer (6)            | Vlag van Oostenrijk          |        | 61.01 (18) |             |
| 19                  | Minerva Fabienne Hase Nolan Seegert              | Vlag van Duitsland           |        | 59.76 (19) |             |
| 20                  | Haven Denney (2) Brandon Frazier (2)             | Vlag van Verenigde Staten    |        | 56.23 (20) |             |
| 21                  | Lana Petranović Antonio Souza-Kordeiru           | Vlag van Kroatië             |        | 52.83 (21) |             |
| 22                  | Goda Butkutė (2) Nikita Ermolajev (2)            | Vlag van Litouwen            |        | 52.49 (22) |             |
| 23                  | Tatiana Danilova (2) Mikalai Kamianchuk (5)      | Vlag van Wit-Rusland         |        | 51.79 (23) |             |
| 24                  | Daria Beklemisheva Márk Magyar                   | Vlag van Hongarije           |        | 45.96 (24) |             |
| 25                  | Emilia Simonen Matthew Penasse                   | Vlag van Finland             |        | 45.49 (25) |             |
| 26                  | Zoe Jones (3) Christopher Boyadji (3)            | Vlag van Verenigd Koninkrijk |        | 44.33 (26) |             |
| 27                  | Lola Esbrat (2) Andrej Novoselov (2)             | Vlag van Frankrijk           |        | 43.78 (27) |             |
| 28                  | Ioulia Chtchetinina (2) Noah Scherer (2)         | Vlag van Zwitserland         |        | 40.50 (28) |             |

| #                   | naam (deelname)                                    | land                         | punten | korte kür  | vrije kür   |
| ------------------- | -------------------------------------------------- | ---------------------------- | ------ | ---------- | ----------- |
| Goud                | Tessa Virtue (8) Scott Moir (8)                    | Vlag van Canada              | 198.62 | 82.43 (1)  | 116.19 (2)  |
| Zilver              | Gabriella Papadakis (4) Guillaume Cizeron (4)      | Vlag van Frankrijk           | 196.04 | 76.89 (2)  | 119.15 (1)  |
| Brons               | Maia Shibutani (7) Alex Shibutani (7)              | Vlag van Verenigde Staten    | 185.18 | 74.88 (5)  | 110.30 (4)  |
| 4                   | Kaitlyn Weaver (9) Andrew Poje (9)                 | Vlag van Canada              | 184.81 | 74.84 (6)  | 109.97 (6)  |
| 5                   | Jekaterina Bobrova (7) Dmitri Solovjov (7)         | Vlag van Rusland             | 184.06 | 73.54 (8)  | 110.52 (3)  |
| 6                   | Anna Cappellini (11) Luca Lanotte (11)             | Vlag van Italië              | 183.73 | 73.70 (7)  | 110.03 (5)  |
| 7                   | Madison Chock (6) Evan Bates (7)                   | Vlag van Verenigde Staten    | 182.04 | 76.25 (4)  | 105.79 (8)  |
| 8                   | Piper Gilles (5) Paul Poirier (8)                  | Vlag van Canada              | 178.99 | 72.83 (9)  | 106.16 (7)  |
| 9                   | Madison Hubbell (4) Zachary Donohue (4)            | Vlag van Verenigde Staten    | 177.70 | 76.53 (3)  | 101.17 (10) |
| 10                  | Aleksandra Stepanova (3) Ivan Boekin (3)           | Vlag van Rusland             | 174.70 | 69.07 (10) | 105.63 (9)  |
| 11                  | Charlène Guignard (6) Marco Fabbri (6)             | Vlag van Italië              | 165.68 | 67.56 (11) | 098.12 (11) |
| 12                  | Isabella Tobias (6) Ilia Tkatsjenko (4)            | Vlag van Israël              | 162.63 | 66.27 (12) | 096.36 (12) |
| 13                  | Laurence Fournier Beaudry (4) Nikolaj Sørensen (6) | Vlag van Denemarken          | 159.53 | 66.05 (13) | 093.48 (14) |
| 14                  | Natalia Kaliszek (3) Maksym Spodyriev (3)          | Vlag van Polen               | 157.15 | 63.37 (15) | 093.78 (13) |
| 15                  | Oleksandra Nazarova (3) Maksym Nikitin (3)         | Vlag van Oekraïne            | 155.35 | 63.86 (14) | 091.49 (15) |
| 16                  | Wang Shiyue (3) Liu Xinyu (3)                      | Vlag van China               | 150.25 | 60.77 (18) | 089.48 (16) |
| 17                  | Alisa Agafonova (6) Alper Uçar (11)                | Vlag van Turkije             | 146.89 | 60.80 (17) | 086.09 (17) |
| 18                  | Olivia Smart (2) Adrià Díaz (6)                    | Vlag van Spanje              | 145.61 | 60.93 (16) | 084.68 (19) |
| 19                  | Kavita Lorenz (2) Panagiotis Polizoakis (2)        | Vlag van Duitsland           | 142.86 | 57.10 (20) | 085.76 (18) |
| 20                  | Yura Min Alexander Gamelin                         | Vlag van Zuid-Korea          | 136.71 | 57.47 (19) | 079.24 (20) |
| Finale niet bereikt |                                                    |                              |        |            |             |
| 21                  | Marie-Jade Lauriault Romain Le Gac                 | Vlag van Frankrijk           |        | 56.43 (21) |             |
| 22                  | Lilah Fear Lewis Gibson                            | Vlag van Verenigd Koninkrijk |        | 54.82 (22) |             |
| 23                  | Kana Muramoto (2) Chris Reed (10)                  | Vlag van Japan               |        | 54.68 (23) |             |
| 24                  | Cecilia Törn (3) Jussiville Partanen (3)           | Vlag van Finland             |        | 52.22 (24) |             |
| 25                  | Tina Garabedian (2) Simon Proulx-Sénécal (2)       | Vlag van Armenië             |        | 51.39 (25) |             |
| 26                  | Nicole Kuzmichová Alexandr Sinicyn                 | Vlag van Tsjechië            |        | 51.02 (26) |             |
| 27                  | Viktoria Kavaliova (5) Yurii Bieliaiev (5)         | Vlag van Wit-Rusland         |        | 49.73 (27) |             |
| 28                  | Lorenza Alessandrini (2) Pierre Souquet            | Vlag van Frankrijk           |        | 49.51 (28) |             |
| 29                  | Olga Jakušina (3) Andrej Nevski (3)                | Vlag van Letland             |        | 48.26 (29) |             |
| 30                  | Taylor Tran Saulius Ambrulevičius (5)              | Vlag van Litouwen            |        | 46.14 (30) |             |
| 31                  | Anastasia Galyeta Avidan Brown                     | Vlag van Azerbeidzjan        |        | 45.58 (31) |             |
| 32                  | Tatiana Kozmava Oleksiy Shumsky                    | Vlag van Georgië             |        | 42.71 (32) |             |

Medaillewinnaars

Mannen · 
Vrouwen ·
Paren · 
IJsdansen

 Toernooi

1896 · 
1897 · 
1898 · 
1899 · 
1900 · 
1901 · 
1902 · 
1903 · 
1904 · 
1905 · 
1906 · 
1907 · 
1908 · 
1909 · 
1910 · 
1911 · 
1912 · 
1913 · 
1914 · 
1915-1921 · 
1922 · 
1923 · 
1924 · 
1925 · 
1926 · 
1927 · 
1928 · 
1929 · 
1930 · 
1931 · 
1932 · 
1933 · 
1934 · 
1935 · 
1936 · 
1937 · 
1938 · 
1939 ·
1940-1946 · 
1947 · 
1948 · 
1949 · 
1950 · 
1951 · 
1952 · 
1953 · 
1954 · 
1955 · 
1956 · 
1957 · 
1958 · 
1959 · 
1960 · 
1961 · 
1962 · 
1963 · 
1964 · 
1965 · 
1966 · 
1967 · 
1968 · 
1969 · 
1970 · 
1971 · 
1972 · 
1973 · 
1974 · 
1975 · 
1976 · 
1977 · 
1978 · 
1979 · 
1980 · 
1981 · 
1982 · 
1983 · 
1984 · 
1985 · 
1986 · 
1987 · 
1988 · 
1989 · 
1990 · 
1991 · 
1992 · 
1993 · 
1994 · 
1995 ·
1996 · 
1997 · 
1998 · 
1999 · 
2000 · 
2001 · 
2002 · 
2003 · 
2004 · 
2005 · 
2006 ·
2007 ·
2008 ·
2009 ·
2010 ·
2011 ·
2012 ·
2013 ·
2014 ·
2015 ·
2016 ·
2017 ·
2018 ·
2019 · 
2020 · 
2021 ·
2022 ·
2023 ·
2024

 ISU-kampioenschappen

WK kunstschaatsen junioren ·
EK kunstschaatsen ·
Viercontinentenkampioenschap ·
Olympische Spelen